# Porto Lucena
Porto Lucena là một đô thị thuộc bang Rio Grande do Sul, Brasil. Đô thị này có diện tích 250,078 km², dân số năm 2007 là 5631 người, mật độ 22,52 người/km².